# Dedemaxém
Dedemaxém (em armênio: Դդմաշեն; romaniz.: Ddmašen)[a] é uma aldeia no município de Sevã, na província de Guelarcunique, na Armênia. De acordo com o censo de 2011, havia 2 806 habitantes.

## Geografia
Dedemaxém está localizada a cerca de 10 quilômetros a oeste da cidade de Sevã, no vale do rio Razdã, na vasta, estreita e fértil planície da ferrovia de Erevã-Sevã. Suas casas são de pedra e de palha. A água que a abastece é trazida de uma distância de cerca de dois quilômetros. Subsiste de pecuária, cultivo de campos e vegetais e produção de feno.

## História
A etimologia do nome é Dedemaxém é disputada. Alguns interpretam que tem ligação com a palavra abóbora (դդում, ddum), cujo cultivo é abundante localmente, ou que é uma forma reduzida e distorcida do nome São Tadeu (Surb T’adevos). Junto de Aparã, é uma dos dois assentamentos identificados com a antiga localidade de Farrajenacerta que estava no distrito (gavar) de Niga ou Varasnúnia, na província de Airarate do Reino da Armênia. No século XIX, fez parte do distrito (uezde) de Nova Baiazete da Gubernia de Erevã do Império Russo. Em 1829, 1897, 1926, 1939, 1959, 1970 e 1979, respectivamente, 468, 1 929, 2 201, 2 565, 1 774, 2 138 e 2 164 habitantes, alguns dos quais cujos antepassados imigraram de Macu em 1828-29. No lado leste da aldeia, sobre uma colina, fica a igreja abobadada de São Tadeu (século VII). Além dela, há três capelas na vila, uma das quais é chamada São João (Surb Hovhannes). Nas proximidades, há um antigo cemitério, o sítio de uma aldeia abandonada (num lugar chamado Guelquialevã) e outras antiguidades.